# 波茲曼熵公式

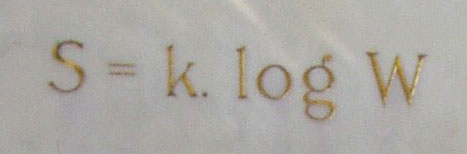
波茲曼熵公式—刻在波茲曼的墓碑上（log表“自然”对数）

波茲曼熵公式是統計力學的重要公式，是熱力學機率 W與代表系統亂度的熵之間的關係，公式為；
{\displaystyle S=k_{\mathrm {B} }\ln W\!}
其中kB是波茲曼常數(也可寫成k)，大小為1.38065 × 10−23 J/K